# Giulia Spagnulo

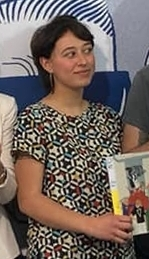
Giulia Spagnulo

Giulia Spagnulo (* 1996 in Salerno, Italien) ist eine italienische Comickünstlerin. Sie veröffentlicht unter dem Pseudonym ZUZU (Zuzu bzw. Zuzù).

## Leben und Werk
Spagnulos Eltern sind ein Psychiater und eine Psychologin. Giulia studierte Illustration am Istituto Europeo di Design (IED) in Rom, wo sie 2017 ihren Abschluss machte. Ihr Künstlername Zuzù (stilisiert ZUZU) beruht auf einem Spitznamen aus ihrer Kindheit. Sie arbeitete für La Repubblica und für die Monatszeitschrift Internazionale. 2020 erschienen Arbeiten von ihr in Strapazin (Themenheft Superheld*innen in der Krise), im Juli 2022 war eine Arbeit von ihr auf der Comicseite der deutschen Ausgabe von Le Monde Diplomatique zu sehen. Ihr Mentor im Bereich der Comickunst war Gipi. Ihre erste Graphic Novel Cheese wurde in verschiedene Sprachen, darunter auch ins Deutsche, übersetzt: „Alles Andere als konventionell und schön“ sei das Buch, befand ein Kritiker des Norddeutschen Rundfunk. 2021 erschien ein weiteres Buch, Giorni felici (Coconino Press).

„Seit der Veröffentlichung von „Cheese“ gilt Giulia Spagnulo alias Zuzu als neuer Star der italienischen Comicszene. Das Graphic-Novel-Debüt lässt niemanden kalt: Roh, intensiv, schmerzvoll und trotzdem überaus komisch ist diese autobiografisch inspirierte Erzählung über drei beste Freund*innen, die der Adoleszenz entwachsen und sich an der Schwelle zum Erwachsenwerden der Frage stellen: Wer, verdammt, will ich sein?“

„Das Italien von „Cheese“ ist trist, auch meistens menschenleer, als hätte die Sonne die Straßen leergebrannt; die einzige Szene, die das Personal über die vier zentralen Figuren hinaus ausweitet, ist der Besuch eines Clubkonzerts, das Zuzu in souveräner graphischer Starrheit inszeniert, ohne dabei einen Zweifel an der Euphorie der Besucher zu lassen. Einen ähnlichen Zwiespalt zwischen Unerfreulichkeit der äußeren Erscheinung und Begeisterung über die inneren Zustände empfinde ich bei der Lektüre. Verschönerung durch Verstörung. Das muss man aushalten wollen. Aber dann lernt man eine neue Erzählweise kennen. Und eine bemerkenswerte Erzählerin.“

Sie lebt in Rom. 2022 war sie Teilnehmerin des Festival di Letteratura Italiana in Wien und des Comicfestivals in Angoulême.

## Bibliografie
- Cheese. Aus dem Italienischen von Ariana Pradal und Luigi Olivadoti. Zürich, Edition Moderne, 2021, ISBN 978-3-03731-213-1.
- Glückliche Tage. Aus dem Italienischen von Denise Hofer. Zürich, Edition Moderne, 2022, ISBN 978-3-03731-240-7.